# Jan Frode Nornes
Jan Frode Nornes (Tønsberg, 8 gennaio 1973) è un allenatore di calcio ed ex calciatore norvegese, di ruolo difensore, vice allenatore del Vålerenga.

## Carriera

### Giocatore

#### Club
Nornes iniziò la carriera con la maglia dell'Eik-Tønsberg, per passare all'Odd Grenland nel 1999. Debuttò in squadra l'11 aprile, nella vittoria per 2-1 sul Viking.
Dopo un infortunio alla spalla, nel 2006, fu prestato allo Strømsgodset, squadra di Adeccoligaen. Esordì il 27 agosto, sostituendo Øyvind Leonhardsen nella vittoria per 2-0 sullo Haugesund. Contribuì alla promozione del Godset nella Tippeligaen.
Nonostante gli fosse stato offerto un contratto definitivo dallo Strømsgodset, decise di firmare per il Sandefjord. Giocò il primo incontro per la nuova squadra il 12 maggio 2007, nella sconfitta per 3-2 contro il Brann.

#### Nazionale
Nornes giocò 2 partite per la Norvegia. Esordì il 4 febbraio 2000, nel pareggio per 1-1 contro la Svezia.

### Allenatore
L'11 marzo 2020 è stato nominato nuovo allenatore dell'Odd, a cui si è legato in questa veste con un contratto biennale.
Il 12 gennaio 2022, Nornes e l'Odd hanno reso noto la loro separazione.

## Palmarès

### Giocatore

#### Club

##### Competizioni nazionali
- Coppa di Norvegia: 1

Odd Grenland: 2000